# Stadio Eduardo Santos
Lo Stadio Eduado Santos (in spagnolo Estadio Eduardo Santos) è uno stadio calcistico di Santa Marta, nel dipartimento di Magdalena, in Colombia, della capienza di 23 000 posti. Prende il nome da Eduardo Santos, presidente della Repubblica colombiana dal 1938 al 1942.

## Storia
Costruito e inaugurato nel 1951, è sempre stato il terreno di gioco dell'Unión Magdalena, nonché l'impianto sportivo più grande del Dipartimento. A causa delle cattive condizioni in cui anni di abbandono hanno fatto sì che versasse, nel 2008 è stata lanciata un'iniziativa governativa per ristrutturare l'impianto.